# 하버 하이웨이

하버 하이웨이를 필두로 하여, 한신 지역에 놓인 각종 유료 도로들

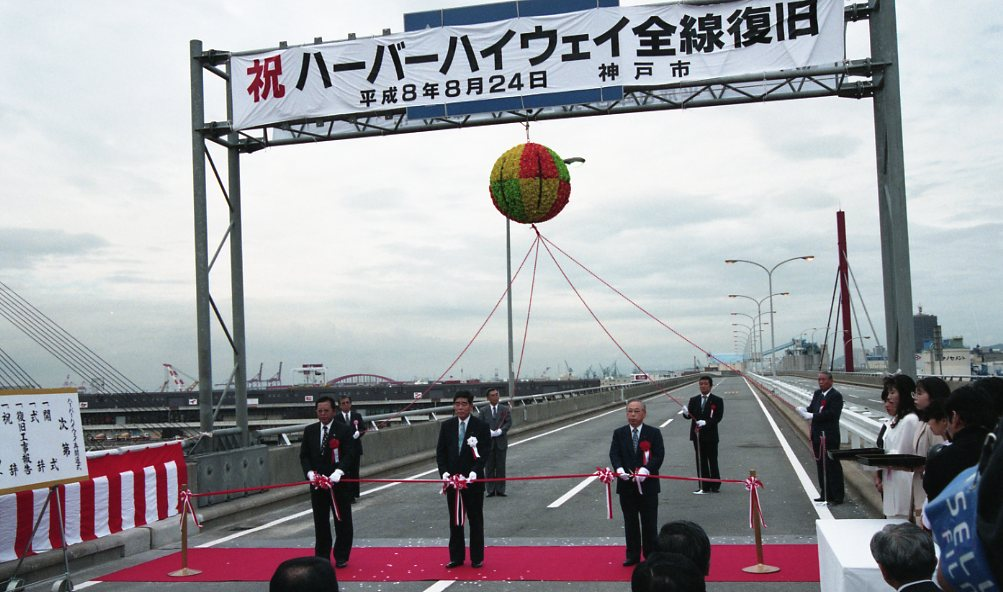
하버 하이웨이 전면 복구 관련 세레머니 행사

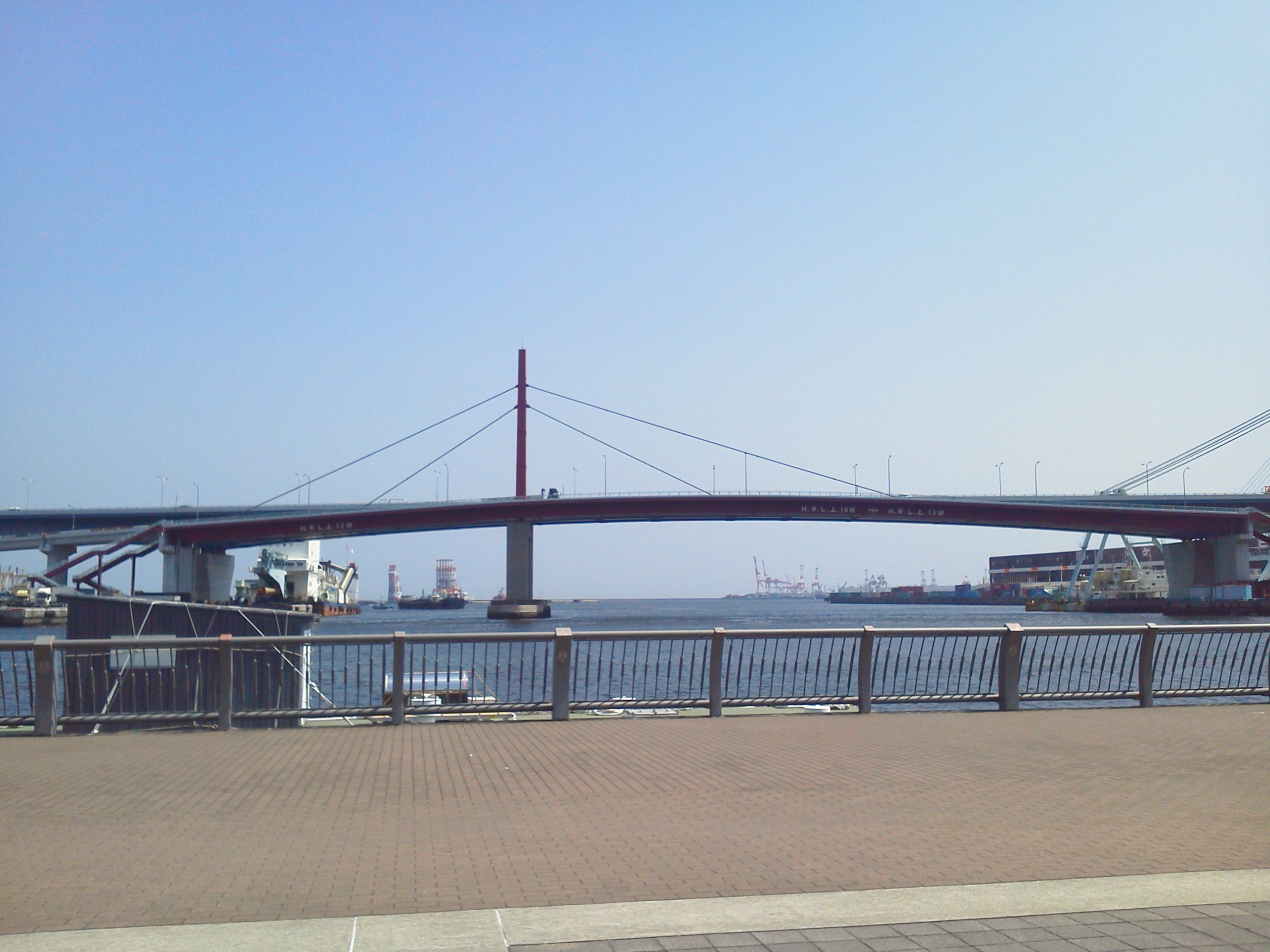
하버 하이웨이 (마야 대교)

하버 하이웨이(일본어: ハーバーハイウェイ)는 고베시의 롯코 아일랜드와 포트아일랜드를 이어주는 총 연장 10.5km 구간을 가진 유료 도로이다. 다만, 하버 하이웨이는 통상적으로 도로법에 의한 도로로 취급받는 것이 아닌 대신, 항만 시설로 분류되며, 고베시 항만 당국에서 관리를 받는 중인 임항 교통 시설(임항도로)이다. 고베시 항만 시설 조례에 의거하여 설치되었고, 조례상의 명칭은 항만 간선 도로이다.
그래서 한신 고속도로의 5호 만안선과 3호 고베 선의 접속 외에도, 5호 만안선의 포트아일랜드, 고베 공항(마린에어), 산노미야 방면 등을 이어주는 역할을 한다. 따라서 분류 기호상 자동차 전용도로가 아니기 때문에, 원동기장치자전거와 총 배기량 125cc 미만의 2륜 자동차도 역시 주행 가능한 도로이다. 그리고 제한 속도는 시속 60km/h이다.

## 연혁
- 1993년 - 전 구간 공용 개시
- 1995년 1월 17일 - 효고현 남부 지진의 여파로 인한 발생에 따라 도로가 불통됨
- 1996년 8월 24일 - 지진으로 인한 피해를 받은 상태인 도로가 완전히 복구됨

## 교량 외
- 롯코 아일랜드
  - 롯코 대교(일본어판)
  - 고베 대교(일본어판)
- 포트아일랜드

## 나들목 외
- 스미요시하마 출입구(일본어판) : 한신 고속도로 5호 만안선과 접촉
- 요금소
- 신코 램프 : 한신 고속도로 3호 고베 선 교바시 출입구(일본어판), 국도 제2호선, 고베 대교(일본어판) 등과도 연결 가능